# Südkoreanische Marineinfanterie
Die Südkoreanische Marineinfanterie oder auch Marineinfanterie der Republik Korea (Hangeul: 대한민국 해병대, englisch: Republic of Korea Marine Corps, abgekürzt ROKMC) ist die Marineinfanterie der Streitkräfte Südkoreas.
Obwohl sie theoretisch dem Chief of Naval Operations der Marine untersteht, stellt sie eine eigene Teilstreitkraft dar. Sie umfasst 29.000 Soldaten, wurde als Aufklärungsgruppe kurz vor dem Koreakrieg gegründet und nahm am Vietnamkrieg teil. Aktueller Oberkommandant ist Generalleutnant Ju Il-suk.

## Geschichte

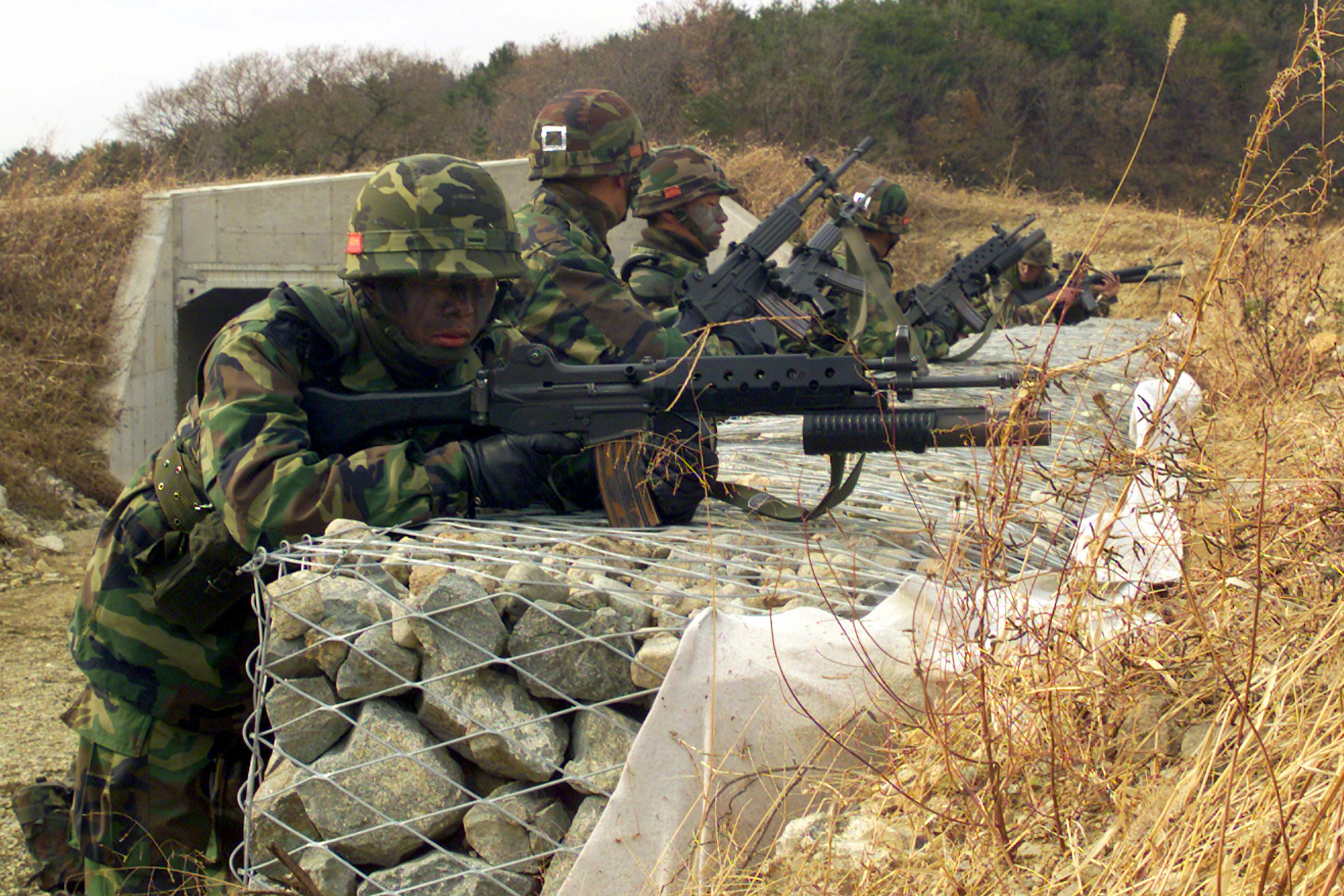
Kampfeinheit, Marinekorps Südkorea

Am 15. April 1949 wurde die Truppe auf dem Deoksan Airfield nahe Jinhae aufgestellt. Ein großer Teil der Waffen kam aus Beständen der japanischen Militärs. Während des Koreakrieges kämpfte die Einheit bei Jinju und Jeju-do.

## Organisation und Aufgabe
Das Republic of Korea Marine Corps umfasst 29.000 Soldaten und ist in zwei Divisionen und eine Brigade gegliedert. Seine Hauptaufgabe ist die Sicherung südkoreanischer Inseln.

## Gliederung
- Headquarters Republic of Korea Marine Corps
  - Yeonpyeong-Einheit
  - Ausbildungs- und Trainingsgruppe
  - amphibische Unterstützungsgruppe

- 1. Marineinfanterie-Division
  - 1. Panzerbataillon
  - 1. Amphibious Assault Vehicle-Bataillon
  - 1. Aufklärungsbataillon
  - 1. Pionierbataillon
  - 1. Unterstützungsbataillon
  - 2. Marineinfanterie-Regiment
  - 3. Marineinfanterie-Regiment
  - 7. Marineinfanterie-Regiment
  - 1. Marineinfanterie-Artillerieregiment

- 2. Marineinfanterie-Division
  - 2. Panzerbataillon
  - 2. Assault Amphibian Vehicle Battalion
  - 2. Aufklärungsbataillon
  - 2. Pionierbataillon
  - 2. Unterstützungsbataillon
  - 1. Marineinfanterie-Regiment
  - 5. Marineinfanterie-Regiment
  - 8. Marineinfanterie-Regiment
  - 2. Marineinfanterie-Artillerieregiment

- 6. Marineinfanterie-Brigade
  - amphibische Aufklärungskompanie
  - 5 Inselgarnisonen

## Ausrüstung
Die Marineinfanterie verfügt über folgende Ausrüstung:

### Fahrzeuge

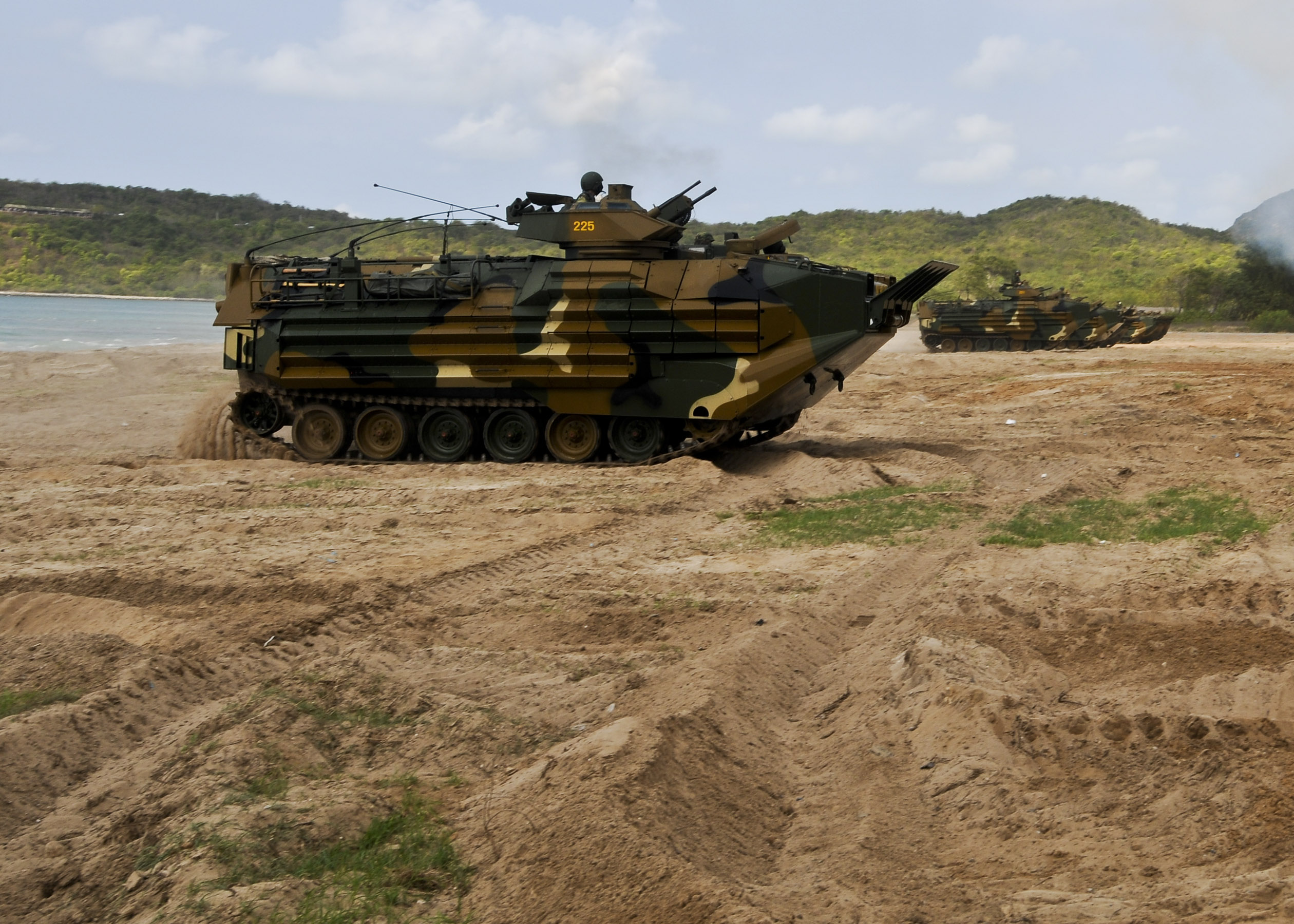
AAV7 bei der Übung Cobra Gold in Thailand 2010

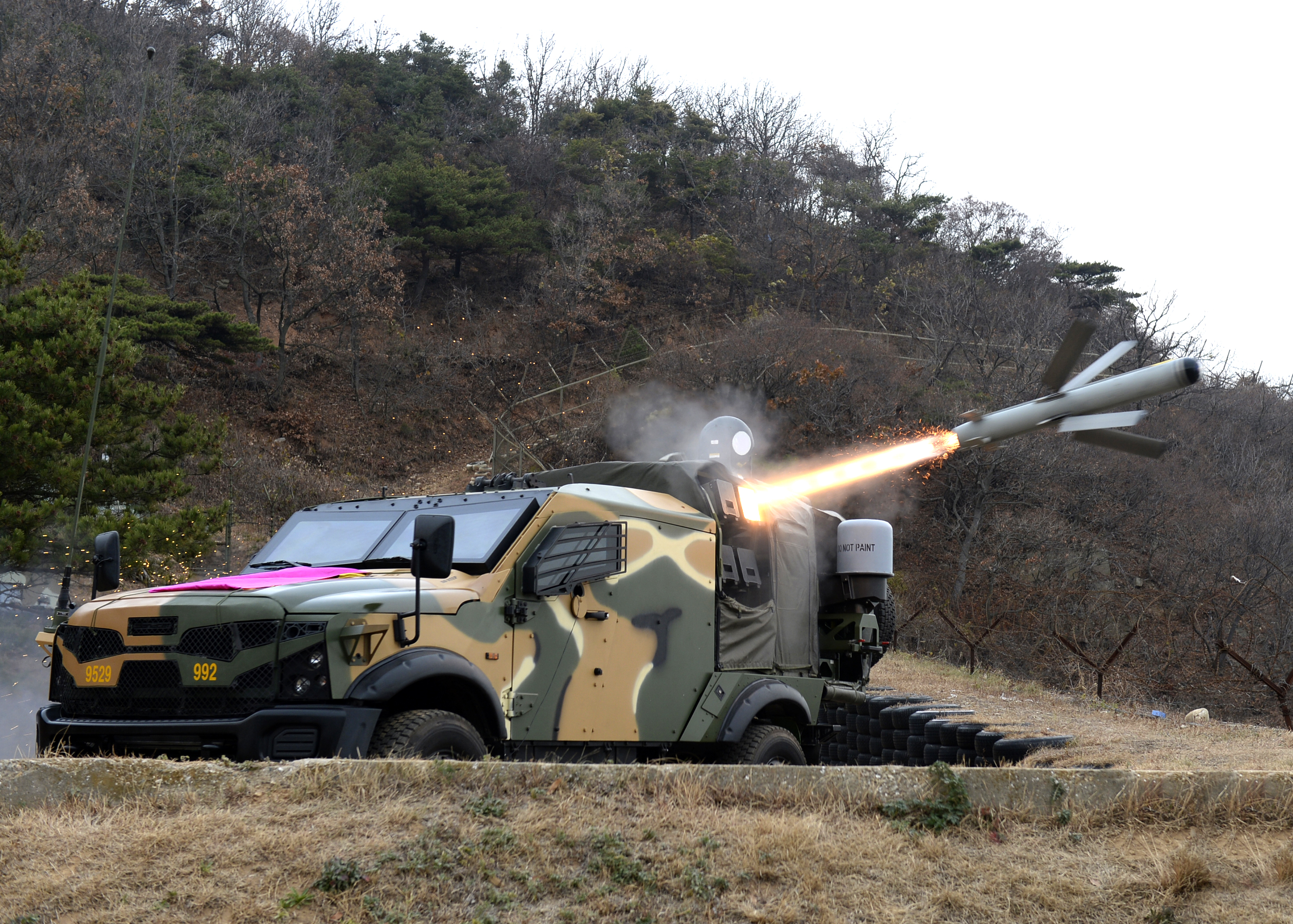
Plasan SandCat beim Verschießen einer Spike-Panzerabwehrlenkwaffe

| Typ              | Herkunft           | Funktion               | Version  | Anzahl | Anmerkungen                                       |
| ---------------- | ------------------ | ---------------------- | -------- | ------ | ------------------------------------------------- |
| K1               | Südkorea           | Kampfpanzer            | K1E1K1A2 | 6040   |                                                   |
| AAV7             | Vereinigte Staaten | Amphibienfahrzeug      | AAV7-A1  | 166    |                                                   |
| K808 White Tiger | Südkorea           | Mannschaftstransporter |          | ~20    |                                                   |
| Plasan SandCat   | Israel             | Panzerabwehrfahrzeug   |          |        | Ausgestattet mit Spike NLOS Panzerabwehrlenkwaffe |
| K9 Thunder       | Südkorea           | Panzerhaubitze         | K9K9A1   | ~40~20 |                                                   |
| M109             | Vereinigte Staaten | Panzerhaubitze         | M109A2   | ~20    | Südkoreanische Bezeichnung K55                    |
| K239 Chunmoo     | Südkorea           | Mehrfachraketenwerfer  |          | 18     |                                                   |

### Sonstige Waffen
| Typ           | Herkunft           | Funktion              | Version | Anzahl | Anmerkungen                     |
| ------------- | ------------------ | --------------------- | ------- | ------ | ------------------------------- |
| AT-1K Raybolt | Südkorea           | Panzerabwehrlenkwaffe |         |        |                                 |
| M101          | Vereinigte Staaten | 105-mm-Haubitze       |         | ~20    |                                 |
| KH-179        | Südkorea           | 155-mm-Haubitze       |         | ~120   |                                 |
| M29           | Vereinigte Staaten | 81-mm-Mörser          |         |        | Südkoreanische Bezeichnung KM29 |
| KMS-114       | Südkorea           | 81-mm-Mörser          |         |        |                                 |
| KM-187        | Südkorea           | 81-mm-Mörser          |         |        |                                 |
| Harpoon       | Vereinigte Staaten | Seezielflugkörper     | RGM-84A |        |                                 |
| M167 Vulcan   | Vereinigte Staaten | Flugabwehrgeschütz    |         |        |                                 |

### Luftfahrzeuge

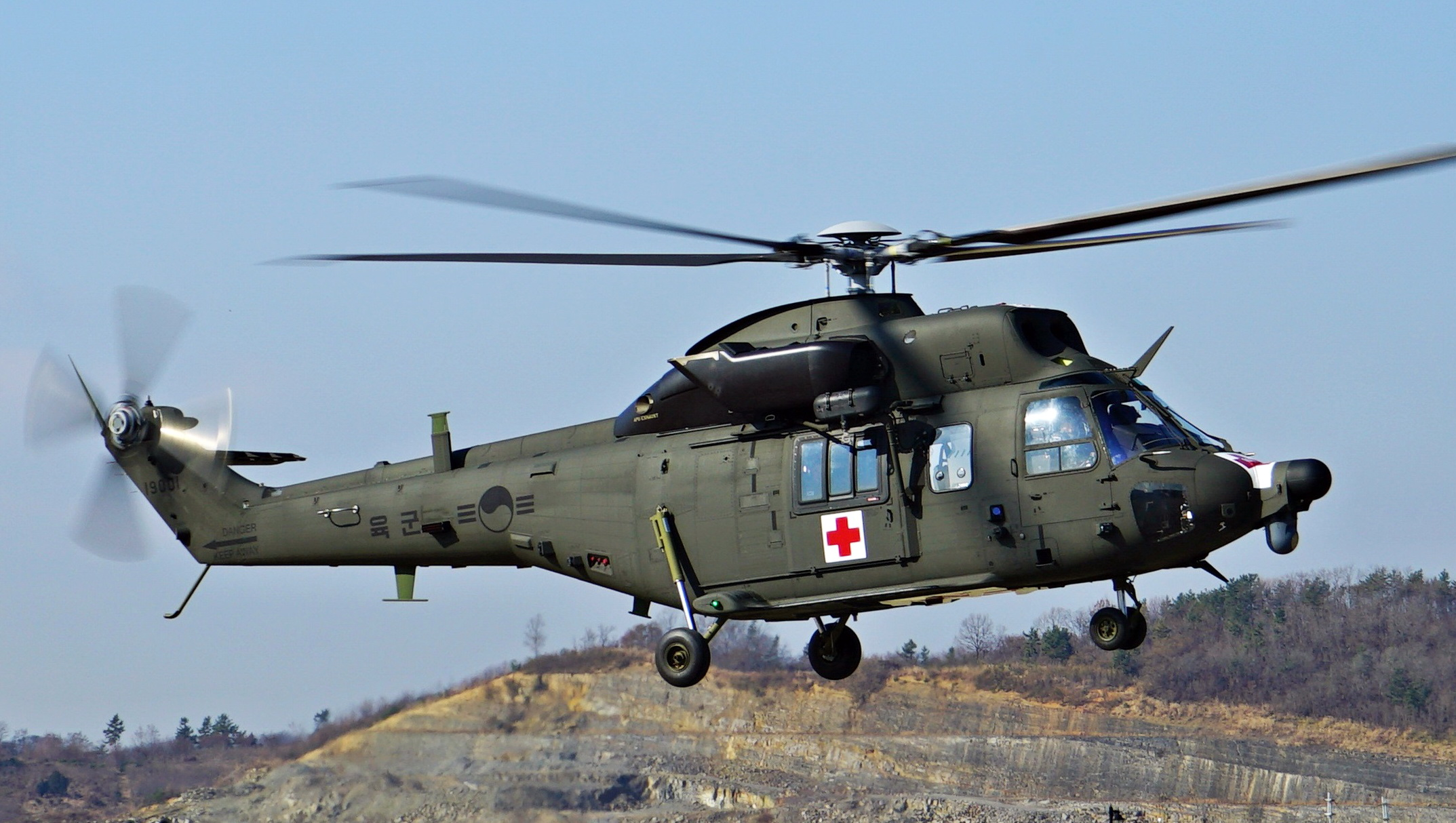
KAI Surion

Die südkoreanische Marineinfanterie verfügt über 29 MUH-1 Marineon Mehrzweckhubschrauber.
Im Jahr 2022 begann Korea Aerospace Industries mit der Entwicklung eines Kampfhubschraubers für die Marineinfanterie. Der MAH-1 Marineon, eine Variante des KAI Surion, soll 2026 fertiggestellt werden und soll bei der Minenabwehr unterstützen.